# Sven Gustafsson (orienterare)
Sven Vilhelm Gustafsson, folkbokförd och ibland benämnd Gustavsson, född 1 april 1932 i Stora Skedvi, är en svensk orienterare.
Gustafsson tog SM-guld i stafett 1959 tillsammans med John Johansson och Bertil Norman och 1963 tillsammans med Anders Morelius och Bertil Norman. Han tog EM-silver i stafett 1962 i Løten i Norge tillsammans med Bertil Norman, Per-Olof Skogum och Halvard Nilsson, samt EM-brons i stafett 1964 i Le Brassus i Schweiz tillsammans med Bertil Norman, Pontus Carlson och Sven-Olof Åsberg. Han tävlade för IFK Hedemora.